# Губернський комісар
Губернські комісари, Комісари Тимчасового уряду — повноважні представники Тимчасового уряду на місцях, які мали права і виконували функції колишніх губернаторів. Призначалися з березня 1917. В українських губерніях, на які за «Тимчасовою інструкцією Генеральному секретаріатові Тимчасового уряду на Україні» 1917 від 17(04) серпня поширювалася влада Генерального секретаріату Української Центральної Ради, комісари призначались Українською Центральною Радою. Комісарами українських губерній були: М.Суковкін (згодом О·Саліковський) — Київська губернія, А.В'язлов — Волинська губернія, М.Стаховський — Подільська губернія, А.Лівицький — Полтавська губернія, Михайло Іскрицький  (згодом Дмитро Дорошенко) — Чернігівська губернія. Д.Дорошенко у квіт.–серп. 1917 був комісаром Буковини та Галичини (див. Галицько-Буковинське генерал-губернаторство); Микола Страдомський — комісаром Києва. На місцях існували посади повітових комісарів. Посади губернських і повітових комісарів в Україні скасовано після гетьманського перевороту 1918. Натомість уведено посади губернських і повітових старост.